# Prothovo število
Prothovo število je v teoriji števil število oblike:
{\displaystyle P\equiv k\,2^{n}+1\!\,,}
kjer je k liho število, n pozitivno celo število in 2n>k. Prothova števila se imenujejo po franskoskemu matematiku samouku Françoisu Prothu.
Če je Prothovo število praštevilo, se imenuje Prothovo praštevilo - za ugotavljanje praštevilskosti danega Prothovega števila se lahko uporabi Prothov izrek.

## Zgledi
Prva Prothova števila so (OEIS A080075):
P0 = 21 + 1 = 3
P1 = 22 + 1 = 5
P2 = 23 + 1 = 9
P3 = 3 · 22 + 1 = 13
P4 =  24 + 1 = 17
P5 = 3 · 23 + 1 = 25
P6 = 25 + 1 = 33
P7 = 5 · 23 + 1 = 41
P8 = 3 · 24 + 1 = 49
P9 = 7 · 23 + 1 = 57
P10 = 26 + 1 = 65
P11 = 5 · 24 + 1 = 81
73 = 9 · 23 + 1 in 89 = 11 · 23 + 1 na primer nista Prothovi števili, saj {\displaystyle 2^{3}<9} ali {\displaystyle 2^{3}<11}.
Prva Prothova praštevila so (OEIS A080076):
3, 5, 13, 17, 41, 97, 113, 193, 241, 257, 353, 449, 577, 641, 673, 769, 929, 1153, 1217, ...
Cullenova števila (n 2n+1) in Fermatova števila (22n+1) so posebni primeri Prothovih števil.